# Sergio Roubillard
Sergio Roubillard González (Ovalle, 18 de febrero de 1915 - Santiago, 7 de noviembre de 2011) fue un químico farmacéutico y político chileno. Se desempeñó como alcalde de la comuna de Puente Alto desde 1963 a 1969 y desde 1996 a 2000, siendo también concejal por esta comuna de 2000 a 2004.

## Historial electoral

### Elecciones municipales de 1996
- Elecciones municipales de 1996 por la alcaldía de Puente Alto [3]

| Candidato                         | Pacto                          | Partido | Votos  | %     | Resultado |
| --------------------------------- | ------------------------------ | ------- | ------ | ----- | --------- |
| Sergio Roubillard González        | Concertación por la Democracia | PS      | 22.652 | 24,98 | Alcalde   |
| María Teresa Alvear Valenzuela    | Concertación por la Democracia | PDC     | 12.995 | 14,33 | Concejal  |
| Sergio Villagrán Soto             | Concertación por la Democracia | PPD     | 11.052 | 12,19 | Concejal  |
| María Angélica Villadangos Wenger | Unión Por Chile                | RN      | 10.243 | 11,30 | Concejal  |
| Juan Domingo Pavez Hidalgo        | Concertación por la Democracia | PPD     | 7.466  | 8,23  | Concejal  |
| Manuel Ruiz-Aburto Romo           | Concertación por la Democracia | PRSD    | 4.076  | 4,49  | Concejal  |
| Ramón Gómez Pinto                 | Concertación por la Democracia | PDC     | 3.230  | 3,56  | Concejal  |
| Rodrigo Fernández Sánchez         | Concertación por la Democracia | PDC     | 1.867  | 2,06  | Concejal  |
| Waldo González Salgado            | La Izquierda                   | PCCh    | 1.783  | 1,97  |           |
| Ana María Flores Guala            | La Izquierda                   | PCCh    | 1.680  | 1,85  |           |
| Hernán Palma Pérez                | Opción Humanista               | PH      | 1.505  | 1,66  |           |

### Elecciones municipales de 2000
- Elecciones municipales de 2000, para la alcaldía y concejo municipal de Puente Alto[4]

(Se consideran sólo candidatos con sobre el 0,30% de los votos)
| Candidato                        | Pacto                                      | Partido | Votos  | %     | Resultado |
| -------------------------------- | ------------------------------------------ | ------- | ------ | ----- | --------- |
| Manuel José Ossandón Irarrázabal | Alianza por Chile                          | RN      | 47 996 | 45,35 | Alcalde   |
| Sergio Roubillard González       | Concertación de Partidos por la Democracia | PS      | 23 890 | 22,57 | Concejal  |
| María Teresa Alvear Valenzuela   | Concertación de Partidos por la Democracia | PDC     | 7997   | 7,56  | Concejala |
| Sergio Villagrán Soto            | Concertación de Partidos por la Democracia | PPD     | 7382   | 6,97  | Concejal  |
| Juan Pavez Hidalgo               | Concertación de Partidos por la Democracia | PS      | 2844   | 2,69  | Concejal  |
| Arturo Ruiz-Aburto Romo          | Concertación de Partidos por la Democracia | PRSD    | 2490   | 2,35  |           |
| Jéssica Lillo Acuña              | La Izquierda                               | PCCh    | 2120   | 2,00  |           |
| Ramón Gómez Pinto                | Concertación de Partidos por la Democracia | PDC     | 2004   | 1,89  |           |
| Francisco Varela Gantes          | Independiente (Fuera de pacto)             | IND     | 1960   | 1,85  |           |
| Jorge Abedrapo Docmac            | La Izquierda                               | ILB     | 1362   | 1,29  |           |
| Hernán Palma Pérez               | Humanistas y Ecologistas                   | PH      | 834    | 0,79  |           |
| Óscar Plaza Flores               | Alianza por Chile                          | UDI     | 652    | 0,62  | Concejal  |
| Gustavo Richter Araya            | Centro Centro                              | ILD     | 600    | 0,57  |           |
| Carmen Larenas Whipple           | Alianza por Chile                          | RN      | 485    | 0,46  | Concejala |
| Sergio López Aranda              | La Izquierda                               | ILB     | 414    | 0,39  |           |
| Olga González del Riego García   | Alianza por Chile                          | ILC     | 325    | 0,31  | Concejala |
| Carlos Tobar Silva               | Centro Centro                              | ILD     | 324    | 0,31  |           |